# Beloslav
Beloslav (in bulgaro Белослав?) è un comune bulgaro situato nella regione di Varna di 11 561 abitanti (dati 2009). La sede comunale è nella località omonima.

## Località
Il comune è formato dall'insieme delle seguenti località:
- Beloslav (sede comunale)
- Ezerovo
- Razdelna
- Strašimirovo